# Вечер в мюзик-холле
«Вечер в мюзик-холле» (англ. A Night In The Show, другие названия — A Night at the Show / Charlie at the Show) — короткометражный фильм Чарли Чаплина, выпущенный 20 ноября 1915 года. Является киноадаптацией самого успешного спектакля труппы Фреда Карно «Молчаливые пташки», в котором Чаплин играл ту же роль.

## Сюжет
Подвыпивший щёголь мистер Пест является на представление в мюзик-холл. После долгих поисков своего места он оказывается в первом ряду и вскоре начинает потасовку с дирижёром и соседними денди. Его отправляют на другое место, где он знакомится с красивой девушкой, однако она оказывается не одна, и щёголь вновь удаляется, на этот раз в ложу. Между тем начинается представление: выступают заклинательница змей, певцы, пожиратель огня. Мистер Пест то и дело принимает активное участие в представлении, а также конфликтует со своими соседями. Одновременно с галёрки в шоу постоянно вмешивается пьяница Роуди, метая в выступающих мороженое и обливая всех водой из шланга.

## В ролях
- Чарли Чаплин — мистер Пест, подвыпивший щёголь / мистер Роуди, пьяница на галёрке
- Эдна Пёрвиэнс — девушка в партере
- Лео Уайт — француз-денди / негр на галёрке / танцор
- Ди Лемптон — толстяк в ложе
- Фрэнк Дж. Коулмэн — мужчина в очереди / распорядитель в мюзик-холле
- Уэсли Рагглз — зритель на галёрке
- Ллойд Бэкон — зритель на галёрке
- Мэй Уайт — мадам де Мило, толстая леди / Ля Белль Виннервуст, танцовщица
- Джон Рэнд — дирижёр / зритель в пенсне / старуха на галёрке
- Бад Джемисон — толстяк на галёрке / Дот, большой певец
- Джеймс Т. Келли — тромбонист / Дэш, маленький певец
- Пэдди Макгуайр — кларнетист / работник мюзик-холла
- Филлис Аллен — дама в партере
- Шарлотта Мино — дама в партере
- Чарльз Инсли — тубист
- Лоренс А. Боуз — билетёр / зритель на галёрке
- Джордж Клитхорп — ушастый зритель
- Фред Гудвинс — зритель
- Кэрри Кларк Уорд — леди в ложе